# Puchar Tatrzański 2015
68. edycja Pucharu Tatrzańskiego – rozegrana została w dniach 20 - 22 sierpnia 2015. W turnieju wzięły udział cztery drużyny. Mecze rozgrywane były w hali Zimný štadión mesta Poprad.
Do turnieju oprócz drużyny gospodarzy HK Poprad zaproszono trzy drużyny: austriacki EC Graz 99ers, białoruski Junost' Mińsk oraz czeską Slavie Pragę. Drużyny rywalizowały w jednej grupie i rozgrywały mecze w systemie każdy z każdym. Obrońcami tytułu była drużyna gospodarzy HK Poprad.
W turnieju zwyciężyła drużyna EC Graz 99ers, przed białoruskim Junostem Mińsk oraz czeską Slavią Pragą.

## Wyniki
| 20 sierpnia 2015 | Junost' Mińsk | 8:1 | Slavia Praga | Zimný štadión mesta Poprad, Poprad |

| Szczegóły      | Szczegóły | Szczegóły       | Szczegóły    | Szczegóły |
| -------------- | --- | --------------- | ------------ | --------- |
| Godzina: 15:00 | A. Ryadinsky 13:00 V. Turkin 15:00 A. Michnov 17:00 I. Kovalenja 43:00 A. Jefimienko 45:00 J. Cerny 47:00 A. Jefimienko 51:00 J. Cerny 58:00 | (3:0, 0:1, 5:0) | 22:00 J. Vas |           |

| 20 sierpnia 2015 | HK Poprad | 0:4 | EC Graz 99ers | Zimný štadión mesta Poprad, Poprad |

| Szczegóły      | Szczegóły | Szczegóły       | Szczegóły                                                       | Szczegóły |
| -------------- | --------- | --------------- | --------------------------------------------------------------- | --------- |
| Godzina: 18:00 |           | (0:0, 0:2, 0:2) | 39:00 K.Mitchell 40:00 K.Mitchell 43:00 P. White 54:00 P. White |           |

| 21 sierpnia 2015 | EC Graz 99ers | 5:4 | Junost' Mińsk | Zimný štadión mesta Poprad, Poprad |

| Szczegóły      | Szczegóły                                                                                     | Szczegóły       | Szczegóły                                                                    | Szczegóły |
| -------------- | --------------------------------------------------------------------------------------------- | --------------- | ---------------------------------------------------------------------------- | --------- |
| Godzina: 15:00 | V. Panelin-Borg 26:00 P. DeSimone 36:00 P. MacArthur 40:00 L. Walker 40:00 A. Feichtner 51:00 | (0:1, 4:1, 1:2) | 13:00 A. Michnov 37:00 P. Czernook 41:00 O. Szafarenko 53:00 W. Kirusczenkov |           |

| 21 sierpnia 2015 | HK Poprad | 3:7 | Slavia Praga | Zimný štadión mesta Poprad, Poprad |

| Szczegóły      | Szczegóły                                    | Szczegóły       | Szczegóły | Szczegóły |
| -------------- | -------------------------------------------- | --------------- | --- | --------- |
| Godzina: 18:00 | R. Rapáč 08:00 P. Gapa 48:00 M. Sikela 56:00 | (1:2, 0:1, 2:4) | 01:00 J. Vas 19:00 T. Jiránek 30:00 J. Jedlicka 47:00 J. Veselý 47:00 N. Robinson 55:00 P. Kolařík 55:00 V. Tomek |           |

| 22 sierpnia 2015 | Slavia Praga | 1:2 | EC Graz 99ers | Zimný štadión mesta Poprad, Poprad |

| Szczegóły      | Szczegóły       | Szczegóły       | Szczegóły                          | Szczegóły |
| -------------- | --------------- | --------------- | ---------------------------------- | --------- |
| Godzina: 15:00 | M. Hruška 44:00 | (0:0, 0:1, 1:1) | 24:00 D. Woger 47:00 M. H. Poulsen |           |

| 22 sierpnia 2015 | HK Poprad | 2:4 | Junost' Mińsk | Zimný štadión mesta Poprad, Poprad |

| Szczegóły      | Szczegóły                     | Szczegóły       | Szczegóły                                                                         | Szczegóły |
| -------------- | ----------------------------- | --------------- | --------------------------------------------------------------------------------- | --------- |
| Godzina: 18:00 | T. Torok 31:00 T. Torok 36:00 | (0:0, 2:1, 0:3) | 26:00 P. Razwadowski 45:00 W. Kirusczenkov 52:00 A. Sundström 56:00 O. Szafarenko |           |

## Klasyfikacja turnieju
| Lp. | Zespół        | M | Pkt | W | WpD | PpD | P | G + | G - | +/- |
| --- | ------------- | - | --- | - | --- | --- | - | --- | --- | --- |
| 1   | EC Graz 99ers | 3 | 9   | 3 | 0   | 0   | 0 | 11  | 5   | +6  |
| 2   | Junost' Mińsk | 3 | 6   | 2 | 0   | 0   | 1 | 16  | 8   | +8  |
| 3   | Slavia Praga  | 3 | 3   | 1 | 0   | 0   | 2 | 9   | 13  | -4  |
| 4   | HK Poprad     | 3 | 0   | 0 | 0   | 0   | 3 | 5   | 15  | -10 |

Lp. = lokata, M = liczba rozegranych spotkań, Pkt = Liczba zdobytych punktów, W = Wygrane, WpD = Wygrane po dogrywce lub karnych, PpD = Porażki po dogrywce lub karnych, P = Porażki, G+ = Gole strzelone, G- = Gole stracone, +/- = bilans bramek